# Риашан-ду-Дантас
Риашан-ду-Дантас (порт. Riachão do Dantas)  —  муниципалитет в Бразилии, входит в штат Сержипи. Составная часть мезорегиона Сельскохозяйственный район штата Сержипи. Входит в экономико-статистический  микрорегион Агрести-ди-Лагарту. Население составляет 20 835 человек на 2006 год. Занимает площадь 528,4 км². Плотность населения — 39,43 чел./км².

## История
Город основан в 1870 году.

## Статистика
- Валовой внутренний продукт на 2004 составляет 52.390.387,00 реалов (данные: Бразильский институт географии и статистики).
- Валовой внутренний продукт на душу населения на 2004 составляет 2.576,24 реалов (данные: Бразильский институт географии и статистики).
- Индекс развития человеческого потенциала на 2000 составляет 0,556 (данные: Программа развития ООН).